# Tiền polymer
Tiền polymer (phiên âm đọc là: tiền pô-li-me,  là loại tiền được làm từ giấy polymer.

## Lịch sử tiền polymer
Từ năm 1967, Ngân hàng Dự trữ Australia bắt đầu nghiên cứu, ứng dụng chất liệu polymer vào công nghệ in tiền. Năm 1988, Australia in thử nghiệm đồng tiền lưu niệm trên giấy nền polymer. Năm 1992, Australia chính thức phát hành đồng tiền polymer đầu tiên trên thế giới. Hơn một thập kỷ sau, tiền polymer được phát hành ở 18 nước, trong đó, Australia, New Zealand và Rumani hoàn toàn sử dụng tiền polymer thay cho tiền giấy truyền thống. Theo thống kê trên thế giới hiện có 23/200 quốc gia sử dụng công nghệ in tiền polymer nhưng chính xác thì hiện chỉ có 2 nước sử dụng trọn bộ tiền polymer (Úc và New Zealand) và Việt Nam là nước thứ 3 dùng phổ biến.

## Danh sách các nước dùng tiền polymer
Hiện trên thế giới đã có 23 nước lưu hành đồng tiền in trên chất liệu polymer, trong đó có ba nước sử dụng toàn bộ tiền polymer trong hệ thống tiền tệ; một số nước dùng giấy polymer cho một số mệnh giá; 6 nước hiện đang thử nghiệm tiền polymer dưới hình thức tiền lưu niệm.
Các nước đó gồm Australia, Thái Lan, New Zealand, Singapore, Brasil, Việt Nam,...

## Cấu tạo đồng tiền polymer

### Giấy nền polymer
- Phim:

Trước tiên một chất nhựa tổng hợp đặc biệt có nguồn gốc từ dầu mỏ được làm nóng chảy và thổi vào đó luồng khí nén có áp suất lớn để tạo ra màng nhựa mỏng dạng bong bóng. Khi hút mạnh không khí ra, màng nhựa này sẽ đi qua thiết bị đặc chủng và được cán phẳng thành phim trong suốt, có độ đàn hồi và kích thước hợp lý.
- Giấy nền

Tiếp theo, phim sẽ được in phủ bởi nhiều lớp hoá chất đặc biệt phù hợp với việc in tiền và tạo thành giấy nền polymer.
- Phủ lớp mờ và vecni

Phủ lớp mờ chống "lộ chân" và in phủ véc-ni để bảo vệ lớp mực in trên đồng tiền trong quá trình lưu thông.

## Quy trình in tiền polymer
Lúc phim được in phủ bởi nhiều lớp hoá chất đặc biệt phù hợp với việc in tiền và tạo thành giấy nền polymer thì đồng thời không những cài đặt các yếu tố bảo an tương tự như giấy in tiền truyền thống (hình bóng chìm, dây bảo hiểm...) mà còn tạo ra những cửa sổ trong suốt hai mặt (vùng không được in phủ), cho phép sử dụng công nghệ cao để cài đặt yếu tố hình ẩn, yếu tố chống giả đặc trưng của tiền polymer.
In tiền là bí mật công nghệ của từng nước.

## Hối lộ in tiền polymer
Ngày 24-1-2011, tờ The Age của Australia cho biết các nhà điều tra nước này đã tiến thêm một bước trong cuộc điều tra liên quan đến hoạt động hối lộ và đút lót của Công ty Securency International Pty Limited (Australia) để giành được các hợp đồng in tiền polymer (*).

### Hối lộ trên diện rộng
Theo điều tra của cảnh sát liên bang Australia (AFP), lãnh đạo của Securency International đã lập "quỹ đen" để chi cho việc đút lót quan chức ở các nước khách hàng tiềm năng, trong đó có Việt Nam. Hồi tháng 10-2010, cơ quan chống tham nhũng của Malaysia cho biết đã bắt giam 3 người vì tình nghi có dính líu đến việc hối lộ giành hợp đồng in tiền polymer ở Australia. Trước đó, 2 người khác đã bị bắt tại Anh sau khi cảnh sát Australia, Anh và Tây Ban Nha thực hiện những cuộc điều tra nhắm vào hoạt động đưa hối lộ tại Securency.
Ủy ban Chống tham nhũng Malaysia (MACC) cho biết 3 đối tượng trên bị bắt sau khi có những cáo buộc liên quan đến việc nhận hối lộ từ Securency International. "Tôi có thể xác nhận MACC đã bắt 3 người để hỗ trợ điều tra" - Giám đốc điều tra Mustafar Ali của MACC nói. Truyền thông Malaysia trước đó đưa tin một doanh nhân Malaysia đã được phía Securency International trả đến 11,3 triệu ringgit (3,71 triệu USD) để giúp vận động hành lang với Ngân hàng Trung ương và Chính phủ Malaysia đồng ý sử dụng tiền polymer. Báo chí Australia cho biết doanh nhân nọ đã được Securency International và Note Printing Australia (công ty in tiền polymer, trực thuộc RBA) thuê trong giai đoạn cuối năm 1990 đến năm 2007.
Vụ việc không dừng ở Malaysia. Vào tháng 10-2009, Quốc hội Nigeria đã tiến hành điều tra cáo buộc việc cựu Thống đốc ngân hàng trung ương nước này nhận hối lộ đến 1 triệu USD cho việc lưu hành tiền polymer. Cuộc điều tra được tiến hành sau khi hãng tin AFP cho biết điều tra của họ đã phát hiện Securency International đã chi hàng triệu USD cho 2 thương nhân người Anh, Berry và Harding, có quan hệ mật thiết với các nhà chính trị cao cấp ở Nigeria. Báo chí Nigeria cáo buộc cựu Thống đốc Ngân hàng Trung ương Nigeria (CBN) Chukwuma Soludo nằm trong số những quan chức tình nghi đã nhận tiền hối lộ của Securency International năm 2006. Ehi Okoyomon, Giám đốc điều hành Công ty in tiền Nigerian Security Printing and Minting Company, nói với tờ BusinessDay của Nigeria rằng các cuộc đàm phán năm 2006 với Securency International là do ông Soludo đứng đầu.
Giữa năm 2010, trước áp lực của dư luận trong nước, Ủy ban Bài trừ tham nhũng Indonesia (KPK) buộc phải công bố việc điều tra về những cáo buộc cho rằng các quan chức ngân hàng trung ương nước này (BI) đã nhận ít nhất 1,3 triệu USD tiền hối lộ từ Securency International vào năm 1999 để xúc tiến việc in và lưu hành tiền polymer ở nước đông dân nhất Đông Nam Á này. Động thái này diễn ra sau khi tờ The Age ở Melbourne nói 2 quan chức BI (được nhắc đến dưới tên ông S. và ông M.) đã nhận tiền hồi lộ của Securency International từ người môi giới Radius Christanto, doanh nhân người Indonesia. Theo đó, Radius đã đưa hối lộ 1,3 triệu USD để nhận được hợp đồng trị giá 50 triệu USD về việc in 500 triệu tờ 100.000 rupiah.
Tại Ấn Độ, một người môi giới tên là Aditya Khanna cũng bị cáo buộc đã thay mặt Securency International đưa hối lộ để giành được hợp đồng in tiền polymer tại nước này. Theo truyền thông trong nước, Khanna có quan hệ thân thiết với nhà chính trị cao cấp Natwar Singh, người trước đó bị cảnh sát Ấn Độ điều tra vì có liên quan đến các hoạt động mua bán vũ khí.

### Diễn biến mới
Trong số báo ra ngày 24-1-2011, The Age dẫn lời "các nguồn hợp pháp" khẳng định Securency đã chi hàng chục ngàn USD cho việc theo học tại Đại học Durham (Anh) của một cựu quan chức cao cấp thuộc Ngân hàng Nhà nước Việt Nam. Các nguồn tin của The Age cho rằng số tiền trên được trích từ một "quỹ hoa hồng" khoảng 14,95 triệu USD (15 triệu dola Australia - AUD) được Securency trả cho một người môi giới tại Việt Nam để giúp họ giành được hợp đồng cung cấp nguyên liệu in tiền polymer với Ngân hàng Nhà nước Việt Nam. Tin tức này cũng được đăng tải trên tờ Financial Times của Anh vào ngày (26-1).
The Age cho biết cảnh sát Australia nghi ngờ các khoảng hối lộ cho người môi giới ở Việt Nam được trả qua các tài khoản ngân hàng ở Hồng Kông và Thụy Sĩ với phê chuẩn của RBA, đã được chuyển cho các quan chức Việt Nam.